# Wallburg Dassel
Die Wallburg Dassel ist ein frühmittelalterlicher Burgwall auf dem Burgberg bei Dassel. Die Anlage wurde wahrscheinlich von den Grafen von Dassel als Vorläufer ihrer Burg Hunnesrück genutzt.

## Lage
Die abgegangene Anlage befindet sich südlich des Stadtzentrums am rechten Ufer der Ilme. In der Nähe befindet sich ein aufgelassener Steinbruch. Genaue Daten wurden mittels Airborne Laserscanning erfasst.

## Anlage
Die Hangburg besteht aus einer halbovalen, nach Nordwesten offenen Wallanlage mit einem Durchmesser zwischen 90 und 100 Meter. Ein bis 20 m breiter und 4 m tiefer Graben ist vorgelagert. Im Osten ist der Wall erhalten. Lesefunde von Keramik datieren die Burg in das 10. bis 14. Jahrhundert. Das Bodendenkmal wird heute als Weide genutzt.